# Gabriele B. Clemens
Gabriele Berta Clemens (* 8. September 1961 in Langerwehe) ist eine deutsche Historikerin.
Gabriele B. Clemens studierte Geschichte, Kunstgeschichte und Germanistik an der Universität Trier mit abschließender Promotion 1987 bei Wolfgang Schieder. Sie war von 1994 bis 1997 Wissenschaftliche Mitarbeiterin am DHI Rom. Ihre von Wolfgang Schieder betreute Habilitation erfolgte 2002 an der Universität Trier. Die Habilitationsschrift behandelte die Historischen Vereine in Deutschland und Italien zwischen der Mitte der 19. Jahrhunderts und dem Beginn des Ersten Weltkriegs. Clemens war Lehrbeauftragte und hatte Lehrstuhlvertretungen an der Universität des Saarlandes, den Universitäten Bologna und Luxemburg sowie den Sciences Po Paris in Nancy. Seit 2007 lehrt sie als Professorin für Neuere Geschichte und Landesgeschichte an der Universität des Saarlandes.
Ihre Forschungsschwerpunkte sind die Sozial- und Kulturgeschichte westeuropäischer Gesellschaften im 19. Jahrhundert, die Geschichte der Geschichtswissenschaft, Wirtschafts- und Agrargeschichte, die Geschichte der ländlichen Gesellschaft sowie die Geschichte des Adels und des Mäzenatentums.
Clemens leitet seit 2009 die Arbeitsgemeinschaft für die Neueste Geschichte Italiens und ist Mitherausgeberin der Buchreihe Italien in der Moderne. Seit 2010 nimmt sie den stellvertretenden Vorsitz der deutschen Sektion des römischen Istituto per la Storia del Risorgimento Italiano wahr. Sie ist Vorsitzende der Kommission für Saarländische Landesgeschichte und des Südwestdeutschen Arbeitskreises für Stadtgeschichtsforschung.
Sie ist verheiratet mit dem Historiker Lukas Clemens, der als Professor für Mittelalterliche Geschichte und Historische Hilfswissenschaften an der Universität Trier lehrt.

## Schriften
Monografien
- Immobilienhändler und Spekulanten. Die sozial- und wirtschaftsgeschichtliche Bedeutung der Großkäufer bei den Nationalgüterversteigerungen in den rheinischen Departements (1803–1813) (= Forschungen zur deutschen Sozialgeschichte. Band 8). Boldt, Boppard am Rhein 1995, ISBN 3-7646-1948-1 (zugleich: Dissertation, Universität Trier 1992).
- Sanctus amor patriae. Eine vergleichende Studie zu deutschen und italienischen Geschichtsvereinen im 19. Jahrhundert (= Bibliothek des Deutschen Historischen Instituts in Rom. Band 106). Niemeyer, Tübingen 2004, ISBN 978-3-484-82106-4 (Teilweise zugleich: Habilitationsschrift, Universität Trier 2001) (Rezension).
- mit Lukas Clemens: Geschichte der Stadt Trier. Beck, München 2007, ISBN 978-3-406-55618-0.
- mit Wolfgang Behringer: Geschichte des Saarlandes. Beck, München 2009, ISBN 978-3-406-58456-5.
- Geschichte des Risorgimento. Italiens Weg in die Moderne (1770–1870) (= Italien in der Moderne. Band 27). Böhlau, Köln 2021, ISBN 978-3-412-52094-6 (Rezension, Rezension 2, Rezension 3).

Herausgeberschaften
- Schuldenlast und Schuldenwert. Kreditnetzwerke in der europäischen Geschichte 1300–1900 (= Trierer historische Forschungen. Band 65). Kliomedia, Trier 2008, ISBN 978-3-89890-124-6.
- mit Jean El Gammal, Hans-Jürgen Lüsebrink: Städtischer Raum im Wandel. Modernität – Mobilität – Repräsentationen. Akademie-Verlag, Berlin 2011, ISBN 978-3-05-004620-4.
- mit Malte König, Marco Meriggi: Hochkultur als Herrschaftselement. Italienischer und deutscher Adel im langen 19. Jahrhundert. De Gruyter, Berlin/Boston 2011, ISBN 978-3-11-023568-5.
- mit Guido Braun, Lutz Klinkhammer, Alexander Koller: Napoleonische Expansionspolitik. Okkupation oder Integration? De Gruyter, Berlin/Boston 2013, ISBN 978-3-11-029272-5.
- Zensur im Vormärz. Pressefreiheit und Informationskontrolle in Europa (= Schriften der Siebenpfeiffer-Stiftung. Band 9). Thorbecke, Ostfildern 2013, ISBN 3-7995-4909-9.
- mit Jens Späth: 150 Jahre Risorgimento – geeintes Italien? (= Geschichte & Kultur. Saarbrücker Reihe. Band 5). Kliomedia, Trier 2014, ISBN 978-3-89890-194-9 (Rezension).
- mit Jacques-Olivier Boudon, Pierre Horn: Erbfeinde im Empire. Franzosen und Deutsche im Zeitalter Napoleons (= Beihefte der Francia. Band 79). Thorbecke, Ostfildern 2016, ISBN 978-3-7995-7470-9.
- Schlüsseljahre. Zäsuren und Kontinuitäten an der Saar 1815 – 1935 – 1955 (= Veröffentlichungen der Kommission für Saarländische Landesgeschichte. Band 49). Kommission für Saarländische Landesgeschichte, Saarbrücken 2017, ISBN 978-3-939150-10-7.